# Philippe de Montmorency (évêque de Limoges)
Pour les autres membres de la famille, voir Maison de Montmorency.
Pour les articles homonymes, voir Philippe de Montmorency (homonymie).
Philippe de Montmorency (vers 1496 - Montluel † 21 octobre 1519) est un homme d'Église, évêque français de l'Église catholique romaine du XVIe siècle.

## Biographie
Philippe de Montmorency était fils de Guillaume de Montmorency (vers 1453 - 1531) est général des finances et gouverneur de plusieurs châteaux royaux et d'Anne Pot. Son frère était Anne de Montmorency (1492-1567), duc et pair, Grand maître, maréchal et connétable de France.
Philippe fut d'abord pourvu dans l'Église de Bayeux de la prébende de Cambremer en 1517. Il devint ensuite archidiacre de Blois dans l'Église de Chartres et chanoine de la Sainte-Chapelle de Paris ; et enfin on le nomma évêque-« comte » de Limoges ; mais il jouit peu de temps de tous ces honneurs, étant mort très jeune le 21 octobre de l'an 1519.
Ce fut dans ses fonctions, qu'en 1518, il prononça une excommunication contre ceux qui lui retenaient le droit de joyeux avènement.
Charles de Villiers de L'Isle-Adam lui succéda à l’évêché de Limoges. 
| Portrait par Jean Clouet, 1516 |
| Portrait par Jean Clouet, 1516 |

| Armes au frontispice d'un livre lui ayant appartenu |
| Armes au frontispice d'un livre lui ayant appartenu |